# Koës
Koës (anhörenⓘ) ist ein Dorf im Wahlkreis Keetmanshoop-Land der Region ǁKharasKlicklaut im Süden Namibias, in rund 120 Kilometer nordöstlich von Keetmanshoop. Das Gebiet um Koës liegt auf einer Hochebene der Kalahari auf etwa 1200 m. Orte in der näheren Umgebung sind unter anderem Aroab, Jakkalsvlei, Khoexas und Garinais. Das Dorf hat 2264 Einwohner (Stand 2023) auf einer Fläche von 134,8654 km².

## Geschichte
Koës hat seine Ursprünge als eine traditionelle Nama-Siedlung und hatte während des Namakrieges von 1904 bis 1908 kriegerische Auseinandersetzungen, wovon zwei Grabmäler von Mitgliedern der Schutztruppe (oft als „Soldatenfriedhof“ bezeichnet) zeugen. Bedeutende Sehenswürdigkeiten von Koës sind die Mesosaurus-Fossilien, die typische Karakulschafzucht und -haltung sowie die vielfach anzutreffenden Köcherbäume.

## Kommunalpolitik
Bei den Kommunalwahlen 2020 wurde folgendes amtliche Endergebnis ermittelt.
| Partei | Stimmen | Sitze |
| ------ | ------- | ----- |
| LPM    | 376     | 3     |
| SWAPO  | 274     | 2     |
| PDM    | 57      | 0     |
| IPC    | 30      | 0     |